# Nejvyšší soud Státu Izrael
Nejvyšší soud Státu Izrael (hebrejsky בית המשפט העליון‎, Bejt ha-mišpat ha-eljon) stojí na vrcholu izraelského soudního systému a je tím pádem soudem nejvyšší instance v Izraeli. Sídlí v Jeruzalémě a slouží jako odvolací soud a soud první instance v závažných případech, kdy je zpochybněna zákonnost rozhodnutí a postupů představitelů státu. Jeho působnost je celostátní a jeho rozhodnutí je nadřazené všem soudům. Tento princip precedentu se nazývá stare decisis. Současným předsedou nejvyššího soudu je Jicchak Amit.

## Předseda nejvyššího soudu

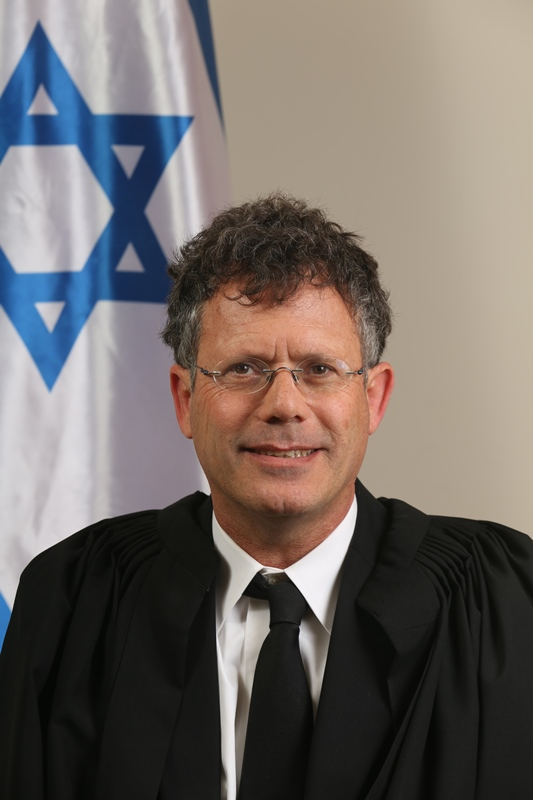
Jicchak Amit, předseda nejvyššího soudu

- Moše Zmoira (1948–1954)
- Jicchak Olšan (1954–1965)
- Šimon Agranat (1965–1976)
- Jo'el Zusman (1976–1980)
- Moše Landau (1980–1982)
- Jicchak Kahan (1982–1983)
- Me'ir Šamgar (1983–1995)
- Aharon Barak (1995–2006)
- Dorit Bejnišová (2006–2012)
- Ašer Grunis (2012–2015)
- Mirjam Na'orová (2015–2017)
- Ester Chajutová (2017–2023)
- Uzi Vogelman (2023–2024)
- Jicchak Amit (2024–dosud)

## Zrušení justiční reformy
Počátkem roku 2024 soud zrušil klíčovou část kontroverzní justiční reformy premiéra Benjamina Netanjahua, který v zemi vyvolala masové protesty. Verdikt se týká zákona schváleného v červenci 2023, který soudcům brání zrušit vládní rozhodnutí. Podle zastánců reformy v Izraeli mají soudy příliš široké pravomoci. Podle kritiků byla  reforma motivovaná i osobními pohnutkami premiéra Netanjahua, který čelí obvinění z korupce.
Nejvyšší soud své rozhodnutí zdůvodnil tím, že nový zákon představuje „závažnou a bezprecedentní újmu pro základní charakteristiky státu Izrael jako demokratické země“.